# Gibson Girl

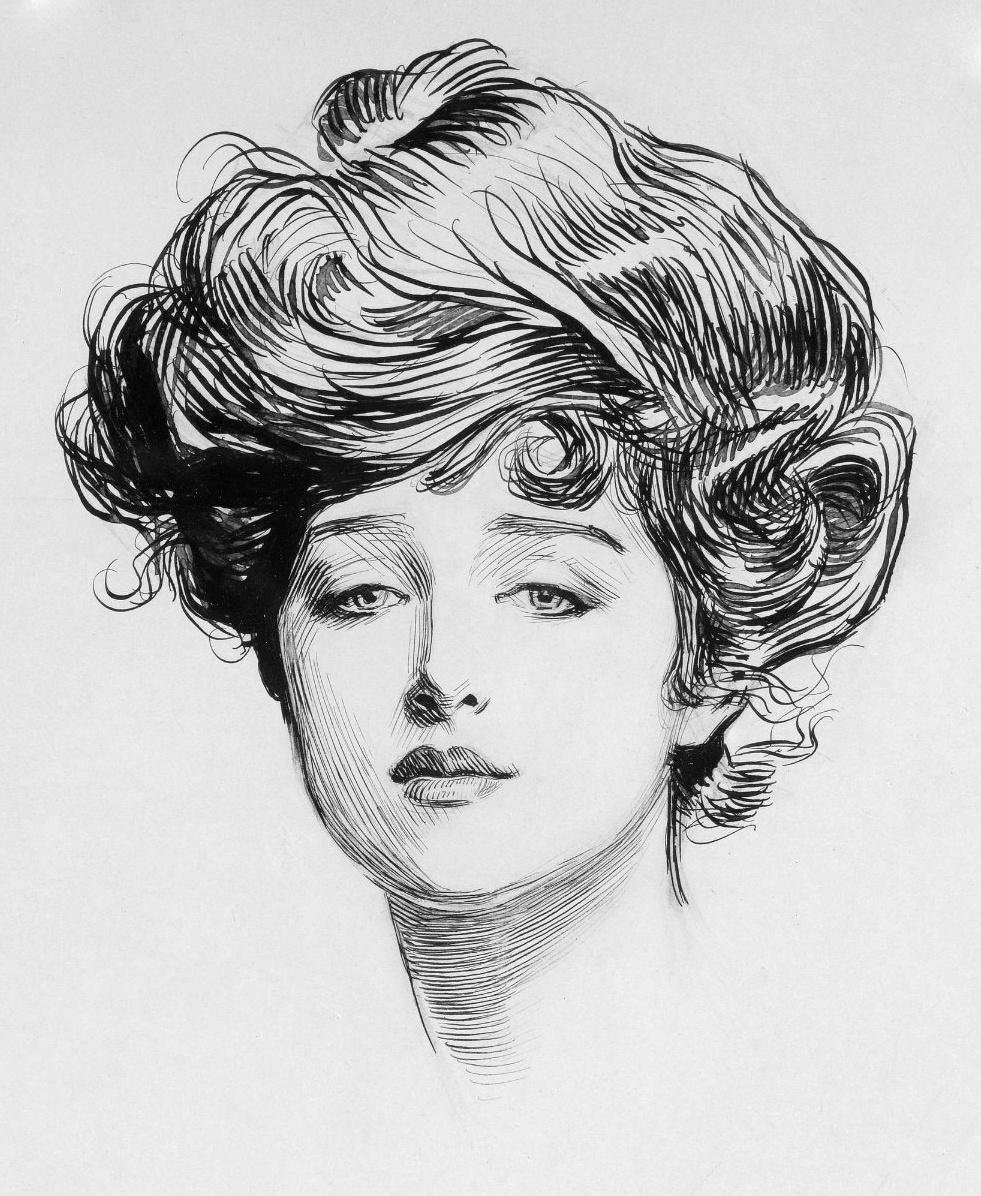
Disegno che ritrae una Gibson Girl.

Con il termine Gibson Girl (ragazza Gibson) si intendeva un'idea di bellezza femminile creata dall'illustratore Charles Dana Gibson in circa venti anni di disegni, alla fine del XIX secolo e all'inizio del XX secolo.

## Storia

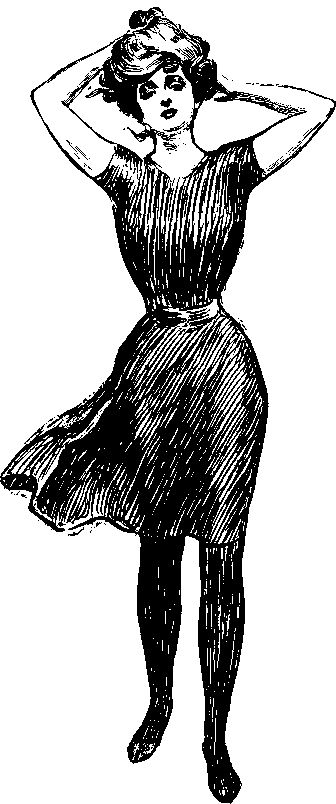
The Pin-Up di Charles Dana Gibson.

A quel tempo, Gibson lavorava per le più importanti riviste statunitensi, The Century, le Harper's (Monthly, Weekly, Bazaar), e Life.
Migliaia di donne cercarono di copiare quell'ideale di bellezza che fu molto popolare per più di due decenni e che fu il primo standard di bellezza nazionale per gli Stati Uniti.
Una delle modelle più celebri fu l'attrice teatrale Camille Clifford. Un'altra modella della Gibson Girl fu Evelyn Nesbit, celebre soprattutto per essere rimasta coinvolta in uno dei più famosi omicidi dell'epoca, quello del famoso architetto Stanford White ucciso da Harry Thaw, il marito di Evelyn.
Altre modelle per la donna ideale furono anche la moglie di Gibson, Irene, e sua sorella Nancy, diventata dopo il matrimonio Lady Nancy Astor.